# Calm Down (singolo)
Calm Down è un singolo del cantante nigeriano Rema, pubblicato l'11 febbraio 2022 come secondo estratto dal suo primo album in studio Rave & Roses.

## Descrizione
Si tratta di un singolo afropop suonato in chiave di Si maggiore a tempo di 107 battiti per minuto. È stato scritto dallo stesso cantante e prodotto da Andre Vibez e London. È una canzone d'amore mid-tempo in cui Rema cerca di comunicare quanto ama una ragazza e come il suo amore lo stia facendo impazzire. Il cantante è interessato alla donna, considerata diversa da tutte le ragazze che abbia mai incontrato; tuttavia, ella ritiene che Rema manchi di fiducia. In particolare, Rema ha raccontato a Pitchfork come è nata la canzone:
Riguardo al genere, il cantante ha dichiarato a Rolling Stone che la sua musica non sia confinabile nella classificazione "afropop" e di aver inventato l'afro-rave, sottogenere che combina mix di pop, rap, hip-hop e dancehall.

## Video musicale
Il videoclip, diretto da Director K, è stato pubblicato sul canale YouTube del cantante in concomitanza con la diffusione del brano e ad oggi vanta più di 400 milioni di visualizzazioni.

## Tracce
Testi e musiche di Rema, Andre Vibez e London.
1. Calm Down – 3:39

## Remix
Il remix di Calm Down, in collaborazione con la cantante statunitense Selena Gomez, è stato pubblicato il 25 agosto 2022.

### Pubblicazione
L'annuncio del singolo è avvenuto il 23 agosto, poche settimane dopo che Selena Gomez ha pubblicato sui social media un video in cui salutava emozionata Rema nel backstage del suo Rave & Roses World Tour. Il 17 agosto precedente, in una storia di Instagram, la cantante aveva postato una foto in bianco e nero di lei e Rema con la didascalia «coming soon».

### Descrizione
Il singolo parla dell'attrazione di Rema per una donna, nonostante la sua riluttanza ad avvicinarsi a lei. Selena Gomez canta la seconda strofa, in cui fornisce il punto di vista femminile, descrivendo l'influenza che ha sul suo partner.

### Accoglienza
Recensendo il remix, Adegboyega Remmy Adeleye, scrittore del giornale nigeriano Vanguard, ha affermato che «il tono melodico di Gomez combacia perfettamente con lo stile di Rema, mantenendo la stessa energia della versione originale».

### Video musicale
Il video, anticipato dalla Gomez sui social, è stato pubblicato sul canale YouTube della cantante il 7 settembre 2022. Nel 2024 ha superato il miliardo di visualizzazioni.

### Tracce
1. Calm Down (con Selena Gomez) – 3:59

### Formazione
- Rema – voce
- Selena Gomez – voce
- Andre Vibez – produzione
- London – produzione

## Classifiche

### Classifiche settimanali
| Classifica (2022-24) | Posizione massima |
| -------------------- | ----------------- |
| Argentina            | 62                |
| Australia            | 12                |
| Austria              | 7                 |
| Belgio (Fiandre)     | 10                |
| Belgio (Vallonia)    | 1                 |
| Bielorussia          | 8                 |
| Bulgaria             | 2                 |
| Canada               | 1                 |
| Croazia              | 23                |
| Danimarca            | 25                |
| Emirati Arabi Uniti  | 3                 |
| Estonia              | 19                |
| Francia              | 2                 |
| Germania             | 15                |
| Grecia               | 4                 |
| India                | 1                 |
| Irlanda              | 5                 |
| Islanda              | 33                |
| Israele              | 35                |
| Italia               | 26                |
| Kazakistan           | 2                 |
| Lettonia             | 18                |
| Libano               | 2                 |
| Lituania             | 23                |
| Lussemburgo          | 1                 |
| Malaysia             | 5                 |
| Medio Oriente        | 1                 |
| Messico              | 16                |
| Moldavia             | 2                 |
| Norvegia             | 27                |
| Nuova Zelanda        | 8                 |
| Paesi Bassi          | 1                 |
| Panama               | 24                |
| Paraguay             | 83                |
| Polonia              | 14                |
| Portogallo           | 1                 |
| Regno Unito          | 4                 |
| Repubblica Ceca      | 36                |
| Romania              | 2                 |
| Russia               | 16                |
| Singapore            | 12                |
| Slovacchia           | 10                |
| Spagna               | 23                |
| Stati Uniti          | 3                 |
| Sudafrica            | 1                 |
| Svezia               | 55                |
| Svizzera             | 1                 |
| Ucraina              | 123               |

### Classifiche di fine anno
| Classifica (2022) | Posizione |
| ----------------- | --------- |
| Belgio (Fiandre)  | 46        |
| Belgio (Vallonia) | 2         |
| Francia           | 2         |
| Germania          | 90        |
| Paesi Bassi       | 3         |
| Svizzera          | 10        |
| Classifica (2023) | Posizione |
| Australia         | 12        |
| Austria           | 10        |
| Brasile           | 112       |
| Bulgaria          | 4         |
| Canada            | 2         |
| Danimarca         | 43        |
| Francia           | 5         |
| Germania          | 19        |
| India             | 1         |
| Islanda           | 52        |
| Italia            | 72        |
| Paesi Bassi       | 9         |
| Polonia           | 31        |
| Portogallo        | 4         |
| Regno Unito       | 6         |
| Russia            | 99        |
| Spagna            | 57        |
| Stati Uniti       | 6         |
| Svezia            | 50        |
| Svizzera          | 2         |
| Classifica (2024) | Posizione |
| Francia           | 65        |
| Islanda           | 100       |
| Moldavia          | 152       |
| Portogallo        | 95        |
| Svizzera          | 46        |